# Liste der Monuments historiques in Saint-Julien (Côtes-d’Armor)
Die Liste der Monuments historiques in Saint-Julien (Côtes-d’Armor) führt die Monuments historiques in der französischen Gemeinde Saint-Julien auf.

## Liste der Bauwerke
| Bezeichnung            | Beschreibung | Standort | Kennzeichnung | Schutzstatus | Datum | Bild           |
| ---------------------- | ------------ | -------- | ------------- | ------------ | ----- | -------------- |
| Menhir La Roche Longue |              | (Lage)   | PA00089636    | Classé       | 1966  | weitere Bilder |

## Liste der Objekte
- Monuments historiques (Objekte) in Saint-Julien (Côtes-d’Armor) in der Base Palissy des französischen Kultusministeriums